# مالك بعيو
مالك بعيو ( 29 أبريل 1999 مواليد سوسة، تونس-) هو لاعب كرة قدم تونسي يلعب كلاعب خط وسط. يلعب حاليًا لصالح النجم الرياضي الساحلي وشارك مع المنتخب التونسي.

## مسيرة الأندية
شارك مع دوري أبطال أفريقيا وكأس الكونفيدرالية الأفريقية وكأس السوبر الأفريقي.
في يناير 2019 انتخب أحسن لاعب في الرابطة التونسية المحترفة الأولى.

## المسيرة مع المنتخب
لعب أول مباراة له مع المنتخب التونسي في 21 سبتمبر 2019 في مباراة ودية ضد منتخب ليبيا لكرة القدم. فازت هذه المباراة 1-0 ضمن التصفيات المؤهلة لبطولة أمم إفريقيا 2020.

## الجوائز
النجم الرياضي الساحلي:
- كأس تونس
  - لمتأهل للتصفيات النهائية: 2019

- كأس العرب للأندية الأبطال (1)
  - بطل: 2019

## روابط خارجية
- مالك بعيو على موقع قاعدة بيانات كرة القدم.إي يو (الإنجليزية)
- مالك بعيو على موقع ناشيونال فوتبول تيمز (الإنجليزية)
- مالك بعيو على موقع Soccerway.com (الإنجليزية)